# Geysir

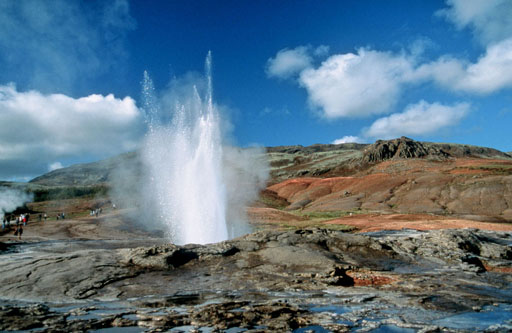
El Gran Geysir en erupción.

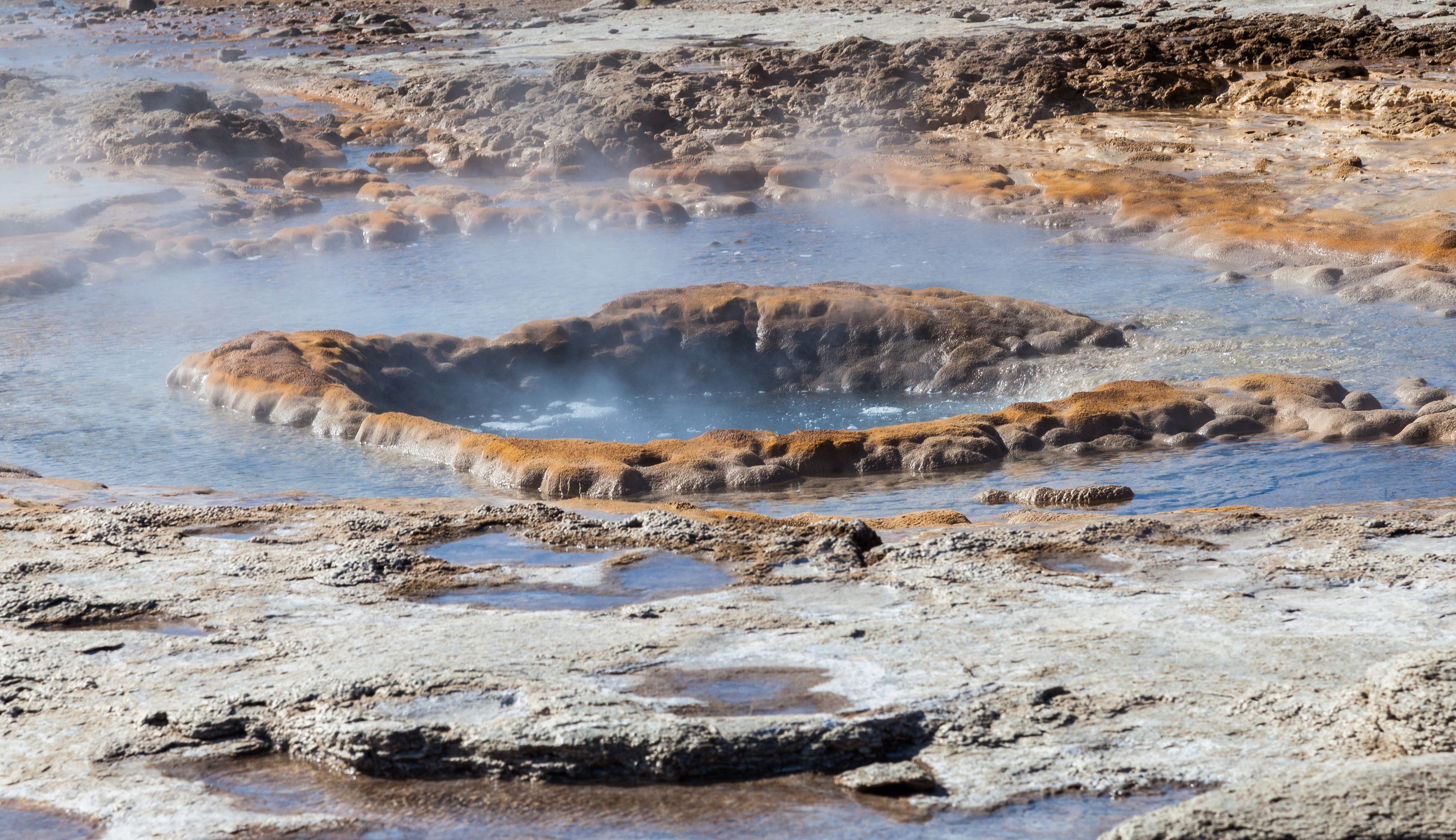
Geysir, 2014.

El Geysir (nombre derivado del verbo islandés geysa, ‘emanar, erupcionar’), también conocido como El Gran Geysir, es el géiser más antiguamente conocido y uno de los ejemplos más impresionantes de este fenómeno en todo el mundo. Está situado en el valle Haukadalur (Islandia), ubicado en la colina Laugarfjall (64°19′0.05″N 20°17′59.64″O / 64.3166806, -20.2999000), donde también podemos encontrar, 400 metros más al sur, el géiser Strokkur. La palabra «géiser», que sirve para describir un tipo de fuente de aguas termales, deriva de Geysir.
La mayor parte del tiempo, el Geysir puede lanzar agua hirviendo hasta más de 80 metros en el aire. Sin embargo, las erupciones no suelen ocurrir a menudo y en el pasado ha habido épocas en que no se han presentado durante años. Entre el 17 y el 20 de junio de 2000, durante un terremoto, Geysir llegó a 122 metros durante 2 días y es considerado el géiser más alto en la actividad, incluso provisional.
Desde principios del siglo XXI, «El Gran Geysir» dejó de manar agua debido a las piedras y objetos arrojados por los turistas. Actualmente, la mayor atracción turística es el Strokkur, otro géiser que arroja aguas cada cinco minutos y que pueden llegar a los veinte metros de altura.